# Joe Turkel
Joe Turkel, född 15 juli 1927 i Brooklyn i New York, död 27 juni 2022 i Santa Monica, Los Angeles, Kalifornien, var en amerikansk skådespelare, framförallt karaktärsskådespelare. Han hade klassiska, uppmärksammade roller i bl.a The Shining (1980) och Blade Runner (1982).

## Filmografi (urval)
- 1948 – I brottets skugga
- 1956 – Spelet är förlorat
- 1957 – Paths of Glory
- 1960 – Pojken och piraterna
- 1966 – Kanonbåten San Pablo
- 1980 – The Shining
- 1982 – Blade Runner
- 1990 – The Dark Side of the Moon